# Kiersztanowo (powiat olsztyński)
Kiersztanowo (niem. Kirschdorf) – wieś w Polsce położona w województwie warmińsko-mazurskim, w powiecie olsztyńskim, w gminie Jeziorany.
W latach 1975–1998 miejscowość należała administracyjnie do województwa olsztyńskiego. Wieś znajduje się w historycznym regionie Warmia.
Wieś warmińska, leżąca przy drodze lokalnej, łączącej Jeziorany z Wipsowem. Przez wieś przepływa rzeka Wipsówka, która stanowi jeden z dopływów Pisy Warmińskiej. Jej źródła znajdują się w pobliskim lesie, na północ od Kiersztanowa. Dużą atrakcją jest staw hodowlany, znad brzegów którego rozciąga się wschodnia panorama wsi. 
Wieś wielopokoleniowa z widocznymi procesami demograficznymi, polegającymi na "starzeniu" się ludności (ubywa ludzi młodych). Pierwotnie wieś typowo rolnicza, lecz obecnie tylko dwa gospodarstwa zajmują się pełną produkcją rolniczą. W innych zagrodach produkcja zwierzęca tylko na własne potrzeby. Istotnym źródłem utrzymania starzejącej się społeczności lokalnej są zapomogi socjalne. We wsi brak jest obecnie czynnych miejsc kulturalno-oświatowych lub służących rozrywce. Dawniej taką funkcję pełnił punkt odbioru mleka, sklep oraz świetlica. W świetlicy odbywają się spotkania mieszkańców wsi nie częściej niż raz w roku. We wsi brak jest punktów usługowych, sklepu i kanalizacji. Na początku XXI wieku we wsi pojawiły się pojemniki do selektywnej zbiórki odpadów. Młodzież szkolna dojeżdża do Jezioran.
Działki we wsi ułożone są wzdłuż drogi głównej i mają nieregularne kształty wielokątów, co wynika z pofałdowanego ukształtowania terenu i meandrującej rzeki Wipsówki. Wjazd na teren posesji znajduje się przeważnie od strony ulicy, natomiast wejścia do budynków mieszkalnych zarówno od frontu jak i obejścia.

## Historia
We wsi w 1820 mieszkało 88 osób. W XIX w. wieś intensywnie rozwijała się o czym świadczy zwiększająca się liczba mieszkańców - w 1905 było tu już 248 osób. Zastój spowodowały zniszczenia z I i II wojny światowej. Dawniej w Kiersztanowie znajdował się majątek dworsko-folwarczny. Dworek znajdował się na niewielkim pagórku. Zamieszkiwała go niemiecka rodzina Wëng, która wyjechała do Niemiec po 1945, tak jak większość mieszkańców (akcja przesiedleńcza w latach 1945-1947). Do wsi sprowadzono przymusowych polskich wysiedleńców z terenów wschodnich dawnej Rzeczypospolitej, oraz ludność ze środkowej Polski. Pod koniec XX w. we wsi mieszkało 129 osób.

## Zabytki i atrakcje turystyczne
- Pozostałości dawnego majątku ziemskiego m.in. dawne czworaki, obecnie adaptowane na mieszkania. W skład folwarku wchodziła: świniarnia, stajnia, obora, magazyn zbożowy, kuźnia i czworaki. Wszystkie budynki wykonane były z kamienia i gliny, pochodzącej z pobliskiego pola. Miejsce wydobycia gliny (glinianka) zostało przekształcone w staw rybny.
- Stary park dworski.
- Pozostałości dawnego dworu w parku, z fundamentami zabudowań dworskich. Z dawnego ogrodzenia zachował się ceglany słup bramy wjazdowej, kutej z żelaza. Dawniej dwupiętrowy budynek był przykryty dwuspadowym dachem z wykuszem, z gankiem od frontu. Dom opasany był rzeźbionym gzymsem. W środku znajdowało się osiemnaście pokoi i duża kuchnia. W każdym pokoju stał piękny kaflowy piec. Dwór po 1945 stał się własnością skarbu państwa i popadał w ruinę. Pod koniec lat 70. rozebrano go całkowicie. Dwór w Dębowie jest bliźniaczą kopią dworku w Kiersztanowie. Prawdopodobnie należały one do dwóch braci. W wyniku kłótni między sobą dopuścili się bójki, w efekcie której zmarł jeden brat, natomiast drugi z rozpaczy popełnił samobójstwo (powiesił się na dębie w swojej posiadłości).
- Mostek nad rzeczką Wipsówką.
- Budynki mieszkalne we wsi, w stylu warmińskim. Przeważają proste budynki jednopiętrowe z użytkowym poddaszem. Wejścia znajdują się pośrodku frontowej elewacji. Domy mają dwuspadowy dach pokryty zazwyczaj dachówką. Budynki gospodarcze występują w prawie każdej zagrodzie, i są to: stodoły, obory. Wykonane z cegieł lub drewna, mają otynkowaną podmurówkę. Składy, szopy, w dużo gorszym stanie technicznym wykonane są z drewna lub blachy.
- Kapliczki warmińskie, najstarsza pochodzi z 1831, wtórnie otynkowana, inna pochodzi z 1921, zbudowana z czerwonej cegły o kształcie pełnego graniastosłupa, przypominającego wieżyczkę z niszą, w której znajduje się figurka wotywna. Charakterystycznym dla kapliczek warmińskich elementem jest dzwonek, znajdujący się w wieńczących kapliczkę podcieniach, nazwany przez mieszkańców "dzwonem od trwogi". W kierunku drogi do Jezioran znajduje się trzecia kapliczka (wpisana do rejestru zabytków). Czwarta kapliczka, wykonana z kamienia, znajduje się na prywatnej posesji.
- Ogólny wygląd spokojnej, zielonej polskiej wsi